# 特等席はアナタの隣。
『特等席はアナタの隣。』（とくとうせきはアナタのとなり。）は、香乃子による日本のケータイ小説。ケータイ小説サイト野いちごにて発表された。作者のデビュー作である。
2009年11月にケータイ小説文庫より書籍化され、翌年5月には続編『続・特等席はアナタの隣。』も出版された。
2015年10月に電子書籍化され、続編と共にスターツ出版e文庫より発売。表紙のイラスト担当はcageが手がけた。
2019年2月に再びケータイ小説文庫から続編との合本となった新装版が出版された。この新装版のカバーイラストは杏堂まいが手がけた。
2020年10月に『特等席はキミの隣。』に改題し野いちごジュニア文庫から出版され、翌年7月には続編を改題した『続・特等席はキミの隣。』も出版された。このジュニア文庫版のカバーイラストは茶乃ひなのが手がけた。
2022年9月から2025年6月までコミカライズが『黒崎くんは独占したがる 〜はじめての恋は甘すぎて〜』のタイトルで、noicomi Vol.80からVol.145にかけて連載。漫画は桜田霊子が担当。

## 登場人物
浅野モカ（あさの モカ）
主人公の少女。17歳。控えめで恥ずかしがり屋であり、恋に鈍感。
黒崎和泉（くろさき いずみ）
17歳。ルックスがよく、校内で一番好かれている。